# Стуй Христина Петрівна
Христи́на Стуй (нар. 3 лютого 1988, с. Угринів, Тисменицький район, Івано-Франківська область) — українська легкоатлетка, бронзова призерка Олімпіади (2012). Заслужений майстер спорту України з легкої атлетики. Членкиня збірної команди України.

## Життєпис
Христина Стуй народилася в приміському селі Угринів, поблизу Івано-Франківська. Навчалася в угринівській загальноосвітній школі, відвідувала різноманітні районні та обласні школярські олімпіади, спортивні змагання. На одному з районних змагань її запримітила дитяча тренерка Василюк Марія Олексіївна.
Христина займалася в секції легкої атлетики в місті Івано-Франківськ.
На змаганнях, які відбулися в Білій Церкві, тренерка представила її двом львівським фахівцям Черних В. М. і Федоренку В. Ф., які запросили бігунку до львівської школи олімпійського резерву.
Після закінчення Львівського державного училища фізичної культури добилася суттєвих спортивних результатів.
Христина повернулася додому та вступила в Івано-Франківський національний технічний університет нафти і газу. Під час навчання зустріла заслуженого тренера України з легкої атлетики Дмитра Яремчука. Згодом на неї звернули уваги й тренери Збірної України з легкої атлетики.
Вона часта учасниця міжнародних спортивних змагань, починаючи від Олімпійських ігор та закінчуючи першістю України.
В 2010 році успішно захистила дипломну роботу в університеті. Закінчивши університет, у 2010 році перебралася до Києва і, уже під опікою нового тренера Сергія Басенка, здобувала свої високі нагороди.

## Спортивні досягнення
1-е місце на кубку Європи (2011) в естафеті 4×100 м (тренер — Басенко Сергій Валерійович). Учасниця 29-х Олімпійських Ігор в Пекіні (Китай). Спортивне товариство («Динамо», школа вищої спортивної майстерності).
На чемпіонаті світу з легкої атлетики 2011, що проходив у Тегу, Христина Стуй разом із подругами зі збірної України виборола бронзу в естафеті 4 х 100 метрів.

### Олімпійські ігри 2012
На літній Олімпіаді, яка проходила з 27-о липня по 12 серпня 2012 року, Христина Стуй разом з Марією Рємєнь, Олесею Повх та Єлизаветою Бризгіною фінішували третіми, показавши результат 42,04 секунди, який став новим національним рекордом України. Переможцями естафети стали американські бігунки зі світовим рекордом 40,82 секунди. Другими стали спортсменки з Ямайки — 41,41 секунди.

### Виступи на Олімпіадах
| Олімпіада   | Дисципліна     | Результат | Місце |
| Лондон 2012 | Біг 200 м      | 22,66     | 14    |
| Лондон 2012 | естафета 4х100 | 42,04     | 3     |
| Ріо 2016    | Біг 100 м      | 11,57     | 41    |

## Державні нагороди
- Орден княгині Ольги III ст. (15 серпня 2012) — за досягнення високих спортивних результатів на XXX літніх Олімпійських іграх у Лондоні, виявлені самовідданість та волю до перемоги, піднесення міжнародного авторитету України[2]
- Орден княгині Ольги II ст. (15 липня 2019) — за досягнення високих спортивних результатів на II Європейських іграх у м. Мінську (Республіка Білорусь), виявлені самовідданість та волю до перемоги, піднесення міжнародного авторитету України[3]